# Sensei (chirurgie)
Pour les articles homonymes, voir Sensei.
 (juillet 2024).
Un Sensei est un robot médical, et plus précisément une machine dirigée par un opérateur spécialisé en cardiologie interventionnelle pour traiter les troubles du rythme. Il est fabriqué par Hansen Medical (en). Plus de 100 exemplaires avaient été vendus fin 2011, dont trois en France.

## Historique

### L'autorisation par la FDA
En 2007, la Food and Drug Administration (FDA) autorise l'utilisation du Sensei aux États-Unis[réf. souhaitée].